# Christian Grazian
Christian Grazian (né le 18 février 1990, à Thiene) est un coureur cycliste italien, actif dans les années 2000 et 2010.

## Biographie
Christian Grazian est originaire de Thiene, une commune située en Vénétie. Durant sa carrière, il mène des études de physiothérapie à l'université de Vérone. Il obtient son diplôme en 2013, alors qu'il continue la compétition. 
En 2011, il s'impose sur deux étapes du Tour de Roumanie, dans le calendrier de l'UCI Europe Tour. Il a également remporté diverses courses chez les amateurs en Italie. Malgré ses performances, il n'est jamais passé professionnel.  

## Palmarès

### Par année
- 2011
  - 1re et 6e étapes du Tour de Roumanie
  - Circuit de Cesa
  - 2e du Grand Prix de la ville de Vérone
  - 3e de la Coppa San Vito
- 2012
  - Coppa Ardigò
  - 2e du Circuit de Cesa
  - 3e de la Coppa Comune di Piubega
  - 3e du championnat d'Italie de poursuite par équipes
- 2013
  - Lavanttaler Radsporttage
  - Gran Premio Ciclistico Arcade
  - Gran Premio Comune di Cerreto Guidi
  - 3e du Circuito delle Stelle
- 2014
  - 3e de la Coppa San Vito

### Classements mondiaux
| Année           | 2011 | 2012 | 2013 |
| --------------- | ---- | ---- | ---- |
| UCI Europe Tour | 709e |      | 656e |